# Igor Tymonyuk
Igor Tymonyuk (tiếng Belarus: Ігар Тыманюк; tiếng Nga: Игорь Тымонюк; sinh 31 tháng 3 năm 1994) là một cầu thủ bóng đá Belarus. Tính đến năm 2018, anh thi đấu cho Slavia Mozyr.

## Danh hiệu
Dinamo Brest
- Vô địch Cúp bóng đá Belarus: 2016–17